# Уряд Камеруну
Уряд Камеруну — вищий орган виконавчої влади Камеруну.

## Голова уряду
- Прем'єр-міністр — Філемон Янг (англ. Philemon Yang).
- Перший віце-прем'єр-міністр — Амаду Алі (англ. Amadou Ali).
- Другий віце-прем'єр-міністр — Жан Нкуете (англ. Jean Nkuete).
- Державний секретар Камеруну — Фердінанд Нго Нго (англ. Ferdinand N'Goh N'Goh).

## Кабінет міністрів
Склад чинного уряду подано станом на 16 жовтня 2015 року.
| Логотип | Міністерство                                                        | Міністр                                                              | Фото | Час на посаді | Час на посаді | Партія | Партія | Вебсайт |
| ------- | ------------------------------------------------------------------- | -------------------------------------------------------------------- | ---- | ------------- | ------------- | ------ | ------ | ------- |
|         | Міністерство базової освіти                                         | Юссуф Адіджа Алім (Youssouf Adidja Alim)                             |      |               |               |        |        |         |
|         | Міністерство вищої освіти                                           | Жак Фемі Ндонго (Jacques Fame Ndongo)                                |      |               |               |        |        |         |
|         | Міністерство середньої освіти                                       | Жан Ернест Массена Нгалле Бібехе (Jean Ernest Massena Ngalle Bibehe) |      |               |               |        |        |         |
|         | Міністерство водних ресурсів і енергетики                           | Базіль Атангана Куна (Basile Atangana Kouna)                         |      |               |               |        |        |         |
|         | Міністерство гірничої промисловості та технологічного розвитку      | Ернест Нгвабубу (Ernest Ngwaboubou)                                  |      |               |               |        |        |         |
|         | Міністерство державної служби та адміністративної реформи           | Еммануель Бонде (Emmanuel Bonde)                                     |      |               |               |        |        |         |
|         | Міністерство державної служби та адміністративної реформи           | Мішель Анге Ангуїнг (Michel Ange Angouing)                           |      |               |               |        |        |         |
|         | Міністерство екології та охорони природи                            | П'єр Хеле (Pierre Hele)                                              |      |               |               |        |        |         |
|         | Міністерство економіки, планування і регіонального розвитку         | Луї-Поль Мотазе (Louis-Paul Motaze)                                  |      |               |               |        |        |         |
|         | Міністерство житлово-комунального господарства                      | Еммануель Нгану Джумессі (Emmanuel Nganou Djoumessi)                 |      |               |               |        |        |         |
|         | Міністерство зайнятості та професійної освіти                       | Захаріє Перевет (Zacharie Perevet)                                   |      |               |               |        |        |         |
|         | Міністерство зв'язку                                                | Ісса Чирома Бакарі (Issa Tchiroma Bakary)                            |      |               |               |        |        |         |
|         | Міністерство земельних ресурсів, прав власності та державного майна | Жаклін Кунг а Біссіке (Jacqueline Koung a Bissike)                   |      |               |               |        |        |         |
|         | Міністерство закордонних справ                                      | Мбелла Мбелла Лежуне (Mbella Mbella Lejeune)                         |      |               |               |        |        |         |
|         | Міністерство культури                                               | Нарцисс Мулле Комбі (Narcisse Mouelle Kombi)                         |      |               |               |        |        |         |
|         | Міністерство лісового господарства і дикої природи                  | Філіп Нголе Нгвесе (Philip Ngole Ngwese)                             |      |               |               |        |        |         |
|         | Міністерство міського розвитку і житлово-комунального господарства  | Кольбер Чатат (Colbert Tchatat)                                      |      |               |               |        |        |         |
|         | Міністерство молоді та громадської освіти                           | Мунуна Футсу (Mounouna Foutsou)                                      |      |               |               |        |        |         |
|         | Міністерство науки та інновацій                                     | Маделін Чуенте (Madeleine Tchuente)                                  |      |               |               |        |        |         |
|         | Міністерство освіти                                                 | Алім Юссуф (Alim Youssouf)                                           |      |               |               |        |        |         |
|         | Міністерство охорони здоров'я                                       | Андре Мама Фуда (Andre Mama Fouda)                                   |      |               |               |        |        |         |
|         | Міністерство пошти і телекомунікацій                                | Мінетт Лібом Лі Лікенг (Minette Libom Li Likeng)                     |      |               |               |        |        |         |
|         | Міністерство праці та соціального страхування                       | Грегройре Овона (Gregroire Owona)                                    |      |               |               |        |        |         |
|         | Міністерство соціальної політики                                    | Паулін Ірен Нгуєне (Pauline Irene Nguene)                            |      |               |               |        |        |         |
|         | Міністерство спорту                                                 | Бідунг Мкпатт П'єр Ісмаель (Bidoung Mkpatt Pierre Ismael)            |      |               |               |        |        |         |
|         | Міністерство сільського господарства і сільського розвитку          | Анрі Ейбе Аїссі (Henri Eyebe Ayissi)                                 |      |               |               |        |        |         |
|         | Міністерство тваринництва і риболовлі                               | Абубакарі Саркі (Aboubakary Sarki)                                   |      |               |               |        |        |         |
|         | Міністерство територіального управління та децентралізації          | Рене Еммануель Саді (Rene Emmanuel Sadi)                             |      |               |               |        |        |         |
|         | Міністерство торгівлі                                               | Люк Маглор Мбарга Атангана (Luc Magloire Mbarga Atangana)            |      |               |               |        |        |         |
|         | Міністерство транспорту                                             | Едгар Ален Мебе Нгоо (Edgar Alain Mebe Ngo'o)                        |      |               |               |        |        |         |
|         | Міністерство туризму                                                | Баба Хамаду (Baba Hamadou)                                           |      |               |               |        |        |         |
|         | Міністерство у справах жінок та захисту родини                      | Марі Тереса Абена Ондоа (Marie Theresa Abena Ondoa)                  |      |               |               |        |        |         |
|         | Міністерство фінансів                                               | Аламін Усман Мей (Alamine Ousmane Mey)                               |      |               |               |        |        |         |
|         | Міністерство юстиції                                                | Лорент Ессо (Laurent Esso)                                           |      |               |               |        |        |         |

### Представництво президента
- Представник президента у справах оборони — Жозеф Беті Ассомо (англ. Joseph Beti Assomo).
- Представник президента у справах Вищої аудиторської палати — Мба Ача Фомундам (англ. Mba Acha Fomundam).
- Представник президента за спеціальним дорученням — Поль Атанга Нджи (англ. Paul Atanga Nji).
- Представник президента за спеціальним дорученням — Віктор Менгот (англ. Victor Mengot).
- Представник президента за спеціальним дорученням — Амаду Мустафа (англ. Hamadou Mustapha).